# Universidad de Breslavia
La Universidad de Breslavia (UWr, en polaco: Uniwersytet Wrocławski, en alemán: Universität Breslau, en latín: Universitas Wratislaviensis) es una universidad pública situada en la ciudad de Breslavia, Polonia. Es una de las instituciones de nivel universitario más antigua de Europa Central, teniendo alrededor de 30.000 estudiantes (2012). A lo largo de su historia se consolidó como un gran centro de aprendizaje de la Europa germanoparlante hasta los cambios territoriales que se produjeron en Alemania tras la Segunda Guerra Mundial. 
Siguiendo los cambios territoriales inmediatos de Polonia después de la Segunda Guerra Mundial, académicos procedentes principalmente de la Universidad de Leópolis restauraron los edificios de la Universidad fuertemente dañados como resultado del sitio de Breslau. Las primeras clases se impartieron en los pasillos, con las ventanas rotas.
Hay 10 facultades que brindan 44 áreas de estudio, en las cuales el medio lingüístico es mayoritariamente en polaco, y solo algunas en inglés.

## Historia

### Leopoldina
La mención más antigua de la Universidad de Breslavia proviene de la escritura de fundación firmada el 20 de julio de 1505 por el rey Ladislao II de Bohemia y Hungría (también conocido como Władysław Jagiellonczyk) para el Generale litterarum Gymnasium en Breslavia. Sin embargo, la nueva institución académica solicitada por el Ayuntamiento no se construyó porque obra del Rey fue rechazada por el Papa Julio II por razones políticas. Además, las numerosas guerras y la oposición de la Academia de Cracovia podrían haber tenido que ver con este rechazo. El primer intento exitoso de fundación fue conocido como la Aurea bulla fundationis Universitatis Wratislaviensis se firmó dos siglos más tarde, el 1 de octubre de 1702 por el emperador Leopoldo I de Habsburgo, rey de Hungría y Bohemia. 

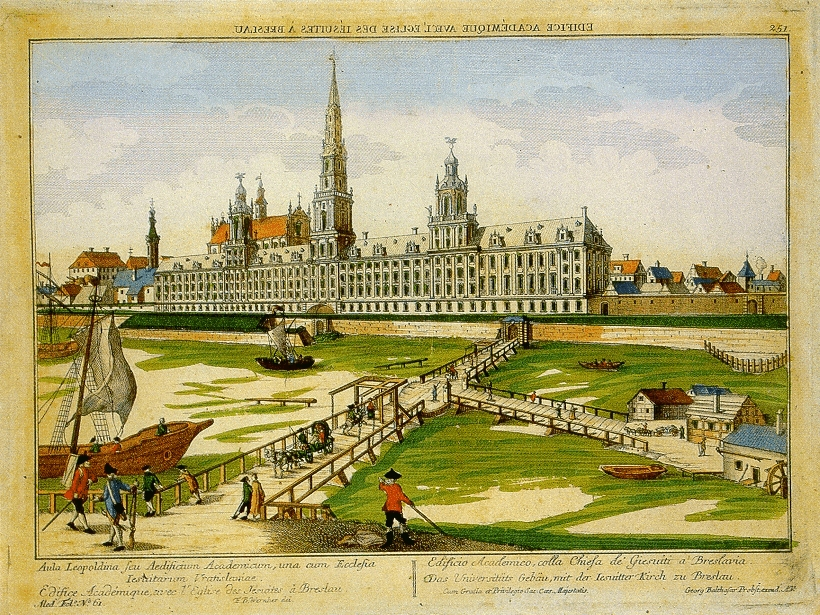
Loepoldina, 1760

La universidad fue fundada en 1702 por el emperador Leopoldo I de Habsburgo como una Escuela de Filosofía y Teología Católica con el nombre de "Leopoldina", abriendo sus puertas el 15 de noviembre. Johannes Adrian von Plencken también se convirtió en rector de la Universidad. Como un instituto católico en la protestante Breslau la nueva universidad fue un importante instrumento de la Contrarreforma en Silesia. Después de que Silesia pasase a Prusia la universidad perdió su carácter ideológico, pero seguía siendo una institución religiosa para la educación del clero católico en Prusia.

### Universidad Silesiana de Breslavia Federico Guillermo
Después de la derrota de Prusia por Napoleón y la posterior reorganización del Estado prusiano, la academia se fusionó el 3 de agosto de 1811 con los protestantes de la Universidad Viadrina , que antes se encontraba en Fráncfort del Óder y restablecida en Breslavia como la Schlesische Friedrich-Wilhelms-Universität zu Breslau, con el objetivo de competir con la Universidad de Berlín, que acababa de ser fundada (actualmente Universidad Humboldt de Berlín).
Al principio, el conjunto de la academia, estaba formado por cinco facultades: filosofía, medicina, derecho, teología protestante, y teología católica. Por otro lado, estaban conectados con la universidad tres seminarios teológicos, un seminario filológico, un seminario para Filología Alemana, otro seminario para románica y la Filología Inglesa, un seminario de historia, uno de físico-matemático, un seminario de estado legal, y un seminario científico. Desde 1842, la Universidad también tuvo una cátedra de Estudios Eslavos. La Universidad tenía doce institutos científicos diferentes, seis centros clínicos, y tres colecciones. Un instituto agrícola con diez profesores y cuarenta y cuatro estudiantes, que comprendía un instituto de química veterinaria, un instituto de veterinaria, y un instituto tecnológico, fue añadido a la universidad en 1881. En 1884, la universidad tenía 1.481 estudiantes asistentes y 131 facultativos.

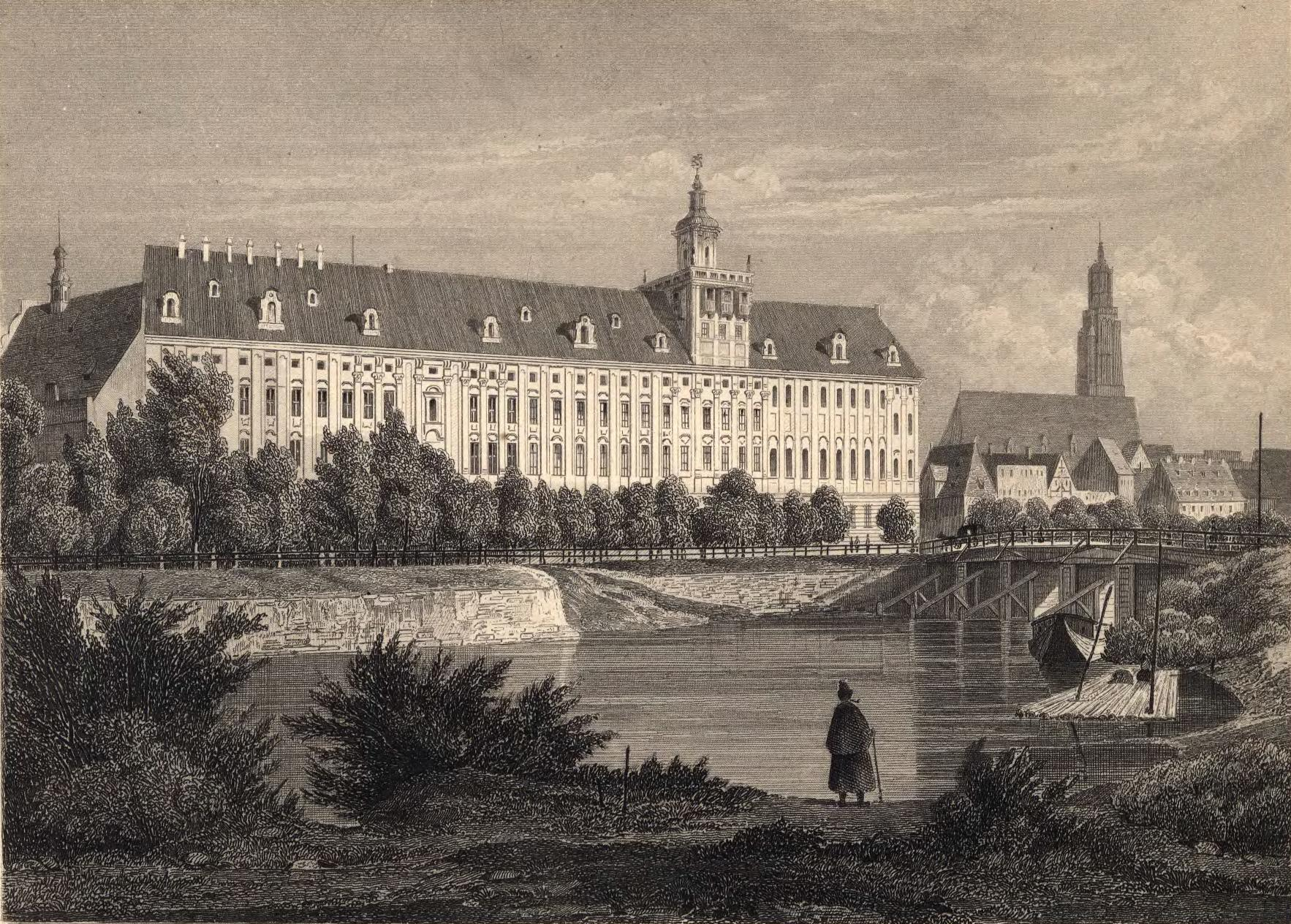
La Universidad de Breslavia en el siglo XIX

La biblioteca en 1885 estaba compuesta por aproximadamente 400 mil obras, incluidos alrededor de 2.400 incunables, unos 250 Aldines y 2.840 manuscritos. Estos volúmenes vinieron de las bibliotecas de las antiguas universidades de Frankfurt y Breslavia y de los monasterios separados del Estado, y también se incluían las colecciones orientales de la Biblioteca Habichtiana y el académico Leseinstitut. Además, la universidad poseía un observatorio; un jardín botánico de cinco hectáreas; un museo botánico y un jardín zoológico fundado en 1862 por una sociedad anónima; un museo de historia natural; zoología, química, y las colecciones de física; el laboratorio químico; fisiología vegetal; un instituto mineralógico; un instituto anatómico; laboratorios clínicos; una galería llena de viejas obras alemanas(en su mayoría de iglesias, monasterios, etc.); el museo de las antigüedades de Silesia; y los archivos estatales de Silesia.
En el siglo XIX, notables figuras reconocidas históricamente a nivel internacional formaron parte de la Universidad de Breslavia, como Johann Dirichlet, Ferdinand Cohn, Robert Bunsen y Gustav Kirchhoff entre otros. Todos los estudiantes, incluyendo alemanes, polacos y judíos, establecieron sus propias Burschenschaft (asociaciones de estudiantes), incluyendo Concordia, Polonia, y una sucursal de la asociación Sokol. Muchos de los estudiantes provenían de otras áreas de la Polonia dividida. Los sindicatos de estudiantes judíos fueron la Viadrina (fundada 1886) y la Unión de Estudiantes (1899). Teutonia, una Burschenschaft alemana fundada en 1817, fue en realidad una de las fraternidades estudiantiles más antiguas de Alemania, fundado sólo dos años después de la Urburschenschaft. Las asociaciones polacas fueron finalmente disueltas por el profesor alemán Felix Dahn, y en 1913 las autoridades prusianas establecieron una ley numerus clausus que limitaba el número de judíos del este de Europa no alemana (los llamados Ostjuden) que podrían estudiar en Alemania a un máximo de 900. La Universidad de Breslavia, permitió 100.
Conforme a que Alemania viraba hacia el nazismo, la universidad se influenció por la ideología nazi. Los estudiantes polacos fueron golpeados por miembros del NSDAP por el hecho de hablar polaco. En 1939, todos los estudiantes polacos fueron expulsados y una declaración oficial de la universidad afirmó: "Estamos profundamente convencidos de que [ningún otro] pie polaco volverá a cruzar el umbral de esta universidad alemana". En ese mismo año, los estudiantes alemanes de la universidad trabajaron en una tesis académica sobre la justificación histórica de un "plan de deportación en masa en los territorios del este"; entre las personas involucradas estaban Walter Kuhn, un especialista de la Ostforschung. Otros proyectos durante Segunda Guerra Mundial participaron en la creación de pruebas para justificar la anexión alemana de los territorios polacos, presentando Cracovia y Lublin como ciudades alemanas.

### Universidad de Breslavia

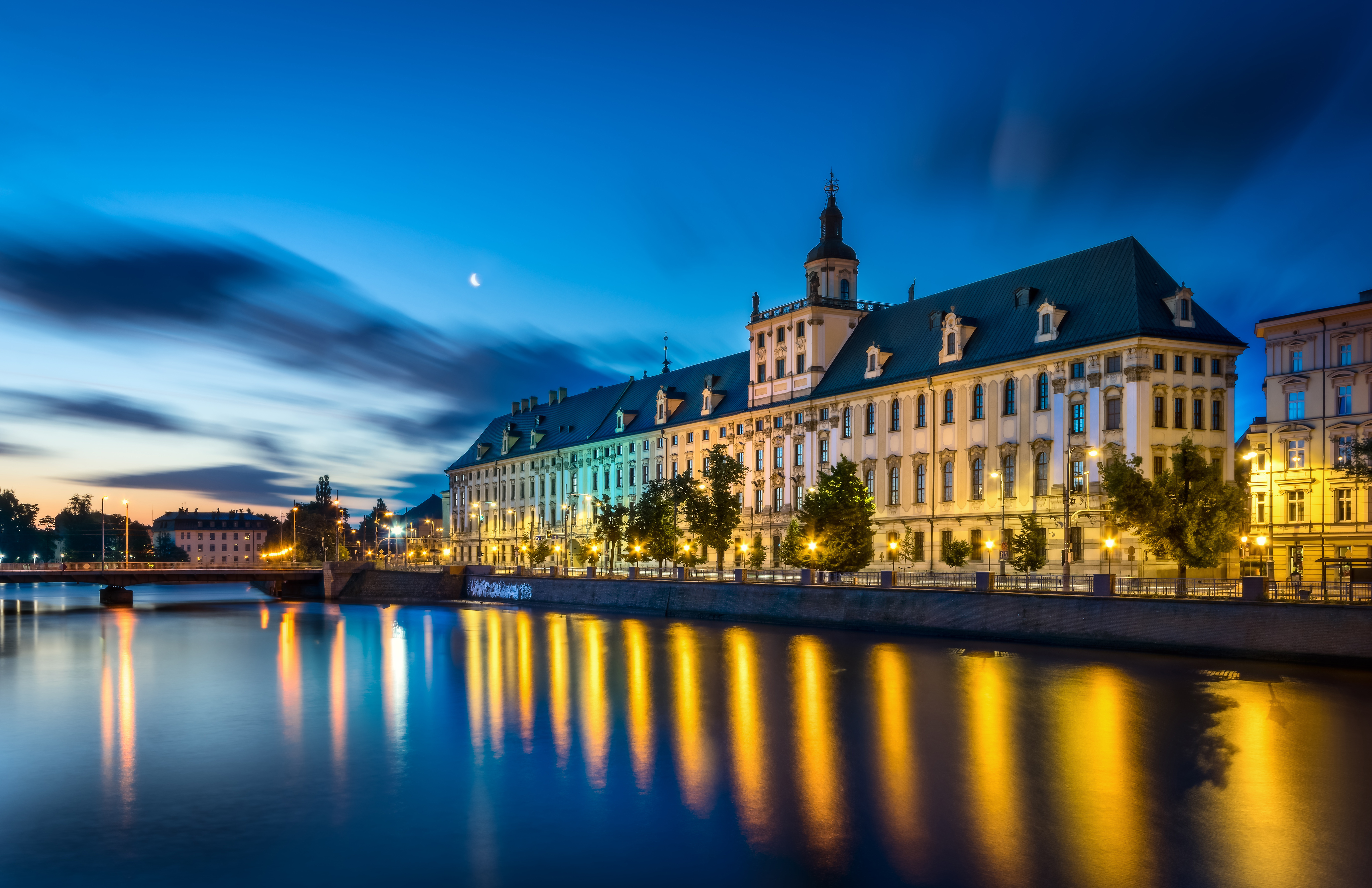
Universidad de Breslavia en la actualidad

Tras el sitio de Breslau, el Ejército Rojo tomó la ciudad en mayo de 1945. La población alemana huyó o fue expulsada pasando así Breslavia a formar parte de la República Popular de Polonia. Siguiendo los cambios fronterizos de postguerra, la polaca Universidad de Leópolis fue trasladada por completo, incluyendo su biblioteca y el Ossolineum desde Kresy (antiguas tierras orientales de Polonia), a Breslavia junto con miles de funcionarios, empleados y sus pertenencias, ya que la ciudad de Leópolis pasó a formar parte de la República Socialista Soviética de Ucrania. Muchos de sus edificios fueron parcialmente destruidos durante la defensa de la ciudad.
El primer equipo polaco de académicos en llegar a Breslavia, lo hizo en mayo de 1945; tomando la custodia de los edificios de la universidad y comenzando a reorganizarlos, ya que estaban destruidos prácticamente al 70%. Muy rápidamente algunos edificios fueron reparados y un grupo de profesores constituidos, muchos procedentes de la Polonia de antes de la guerra, de la Universidad de Leópolis y de la Universidad de Vilna.
La Universidad de Breslavia fue refundada como una universidad polaca estatal por decreto del Consejo Nacional de Estado, emitido el 24 de agosto de 1945. La primera clase magistral fue impartida el 15 de noviembre de ese mismo año por Ludwik Hirszfeld. Entre 1952 y 1989 la universidad fue llamada Universidad de Breslavia Bolesław Bierut (polaco: Uniwersytet Wrocławski im. Bolesława Bieruta) después de que Bolesław Bierut, fuera presidente de la República de Polonia (1947-52).
En 2002 la universidad celebró el tricentenario de su fundación. En enero de 2015, la universidad restaura 262 grados de doctorado despojados durante el período nazi a judíos y otros estudiantes vistos como peligrosos para los nazis.

## Alumnos destacados

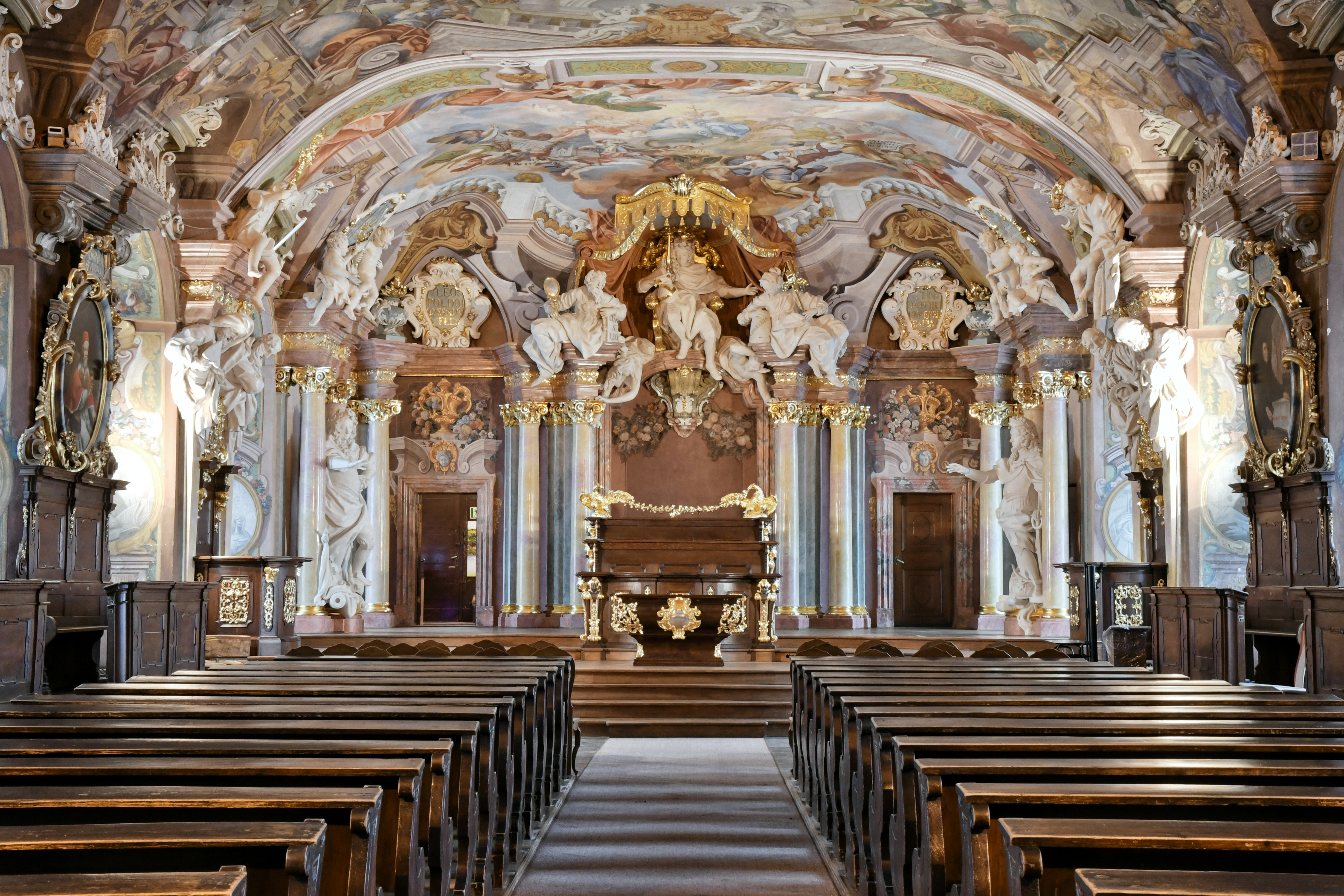
Aula Leopoldina

Alumnos que han obtenido premio Nobel de la antigua Universidad alemana cuando era conocida como la Schlesische Friedrich-Wilhelms-Universität zu Breslau:
- Albert Ludwig Sigesmund Neisser
- Friedrich Bergius
- Max Born
- Eduard Buchner
- Hans Georg Dehmelt
- Paul Ehrlich
- Philipp Lenard
- Theodor Mommsen
- Erwin Schrödinger
- Otto Stern